# Enrico Minio
Enrico Minio (Civita Castellana, 4 maggio 1906 – Roma, 21 febbraio 1973) è stato un politico e partigiano italiano, eletto più volte deputato e senatore.

## Biografia
Minio aderì al PCI a soli 16 anni, prendendo attivamente parte al movimento antifascista. Venne arrestato nel 1928, e fu condannato a scontare sette anni di reclusione. Dopo la scarcerazione fu arrestato nuovamente (1936) e venne recluso nelle carceri di Roma (a Regina Coeli fu compagno di cella con Antonio Pesenti), a Castelfranco Emilia e a Civitavecchia.
Fu liberato definitivamente il 25 luglio 1943, e ben presto fu tra i principali organizzatori del movimento partigiano laziale. Dopo la Liberazione fu eletto alla Consulta Nazionale e successivamente all'Assemblea Costituente e per più legislature al Senato e alla Camera. Fu inoltre sindaco di Civita Castellana.
Morì suicida, togliendosi la vita soffocandosi con un sacchetto di plastica nel 1973 all'età di 66 anni presso il suo ufficio a Palazzo Giustiniani.